# 小紫灰蝶
小紫灰蝶（學名：Arhopala birmana），又名罕灰蝶、黑俳灰蝶、朝倉小灰蝶、鵲莉小灰蝶、綠綫紋青灰蝶。

## 描述
本種為小型灰蝶，具雌雄二型性。體背褐色，腹面白色。雄蝶頭頂有雙脊狀鱗片與瘤狀毛束，複眼周圍淡白，觸角褐色帶白環；下唇鬚前伸下彎，末端由白轉褐。胸腹背褐，腹面白。足外褐內白，雄蝶前足跗節癒合，末端鈍；雌蝶則不癒合。
前翅長12-16 mm，略寬，邊緣呈弧形；後翅圓，CuA2脈末端具細尾突。翅背面黑褐色，雄蝶具廣泛藍紫斑，雌蝶斑紋範圍較小。翅腹面褐色，佈滿白鱗，具中央縱帶及兩列斑點，邊緣有雙重波狀淡色紋列，後翅白紋分布不均。緣毛褐色，局部帶白。

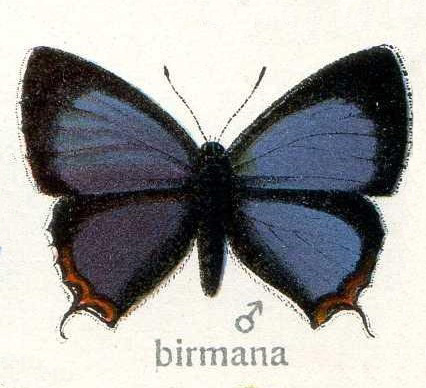

## 分佈
海外分布包括中國大陸南部、阿薩姆、喜馬拉雅及中南半島北部。在臺灣見於本島中部及南部低至中海拔地區。

## 棲地
棲息於常綠闊葉林，一年多代。成蝶飛行敏捷，幼蟲以殼斗科的捲斗櫟與青剛櫟新芽、幼葉為食。

## 亞種
- A. b. birmana：分布於阿薩姆、緬甸、泰國、寮國、越南、香港
- A. b. asakurae（Matsumura，1910）：分布於台灣
- A. b. hiurai（Hayashi，1976）：分布於菲律賓巴拉望島